# Miccetta

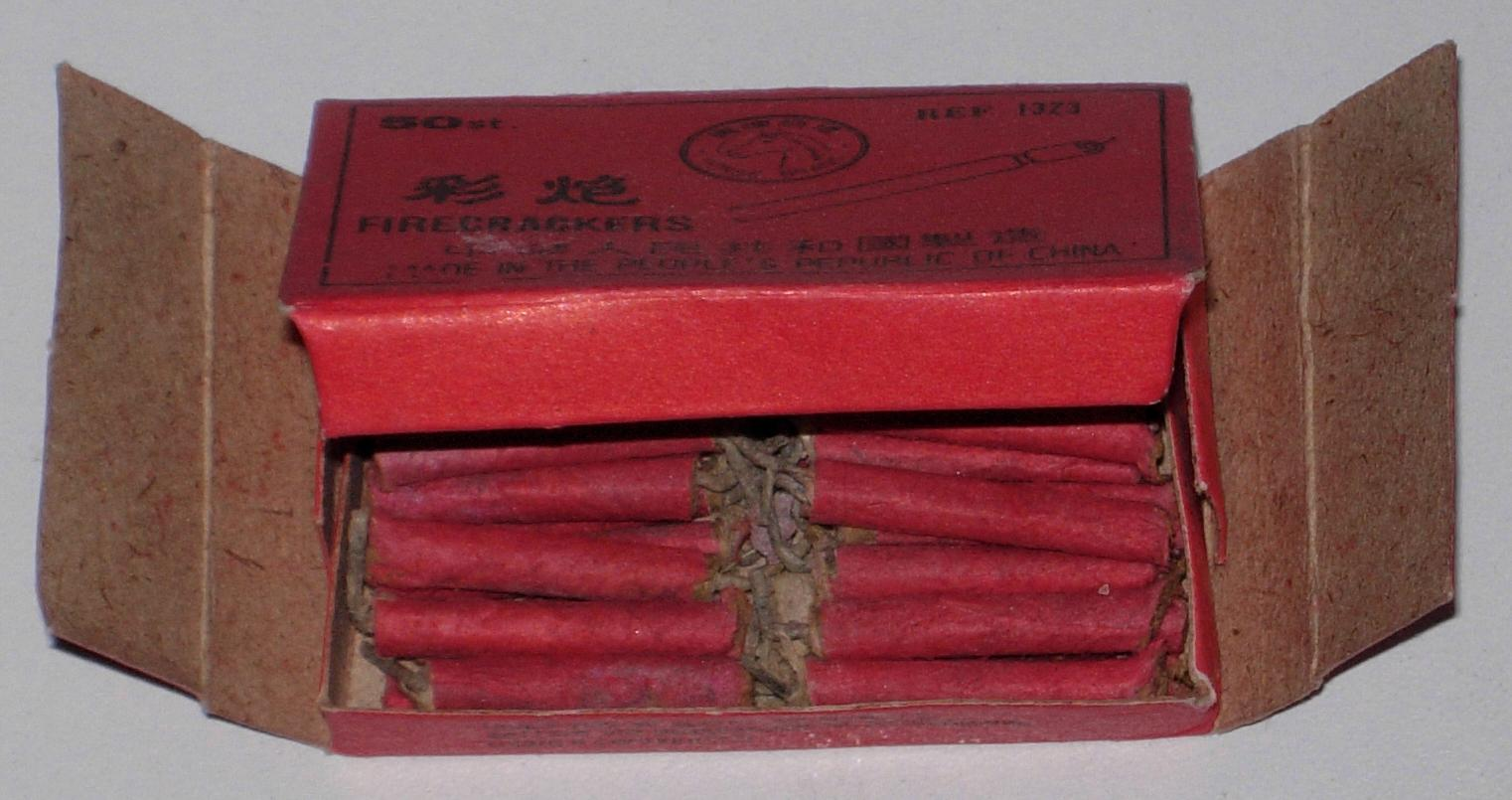
Una scatola di miccette cinesi.

La miccetta è un artifizio esplosivo di piccole dimensioni, annoverabile nella categoria 2 dei fuochi pirotecnici.
Le dimensioni sono in genere di circa 15 mm di lunghezza e 4 mm di diametro.
Sono caratterizzate da una miccia di circa 15 millimetri che brucia rapidamente in circa 4 secondi. 
La miccia conduce all'interno del cilindro, costruito in carta. All'interno del cilindro, la parte centrale è riempita da polvere da sparo e sigillata da tutte e due le parti del cilindro da argilla.

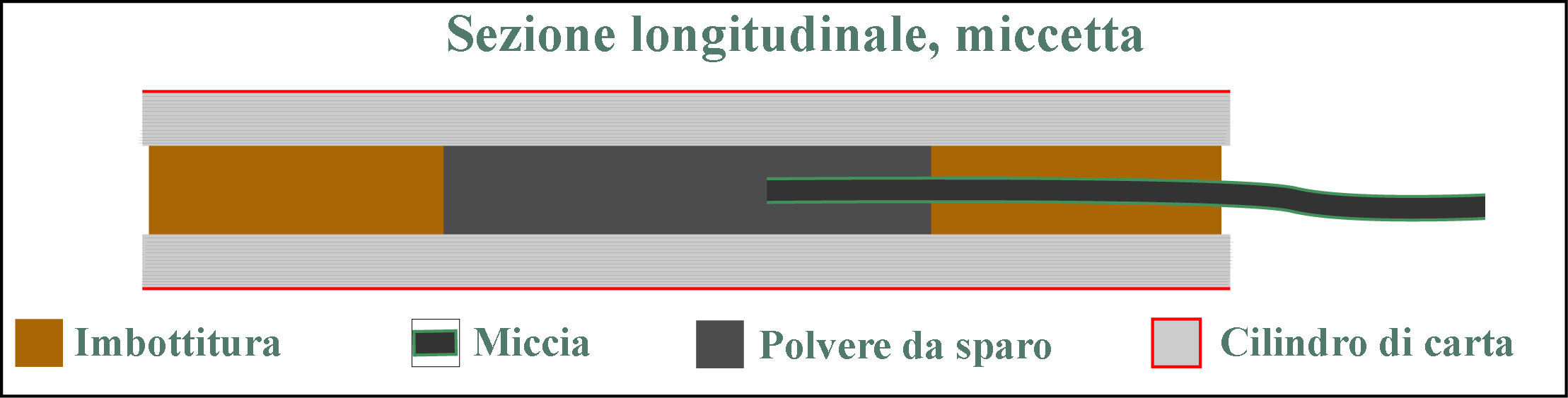
Miccetta, sezione longitudinale

Alcuni tipi sono utilizzate in piccoli cannoni giocattolo.
Non sono in genere pericolose per la ridotta quantità di materiale esplodente e per l'assenza di elementi rigidi, ma è necessario evitarne usi impropri per evitare piccole ustioni o lesioni agli occhi.

## Mitragliette
Ce ne sono di due tipi: Gazza Cantante (art. 11.03) e Super Picchio (art. 11.04); una "mitraglietta" (o mitragliatrice) è costituita dall'unione di tante miccette collegate tra di loro con una lunga miccia. Insieme alle miccette vi sono collegati altri tipi di fuochi artificiali che hanno un effetto luminoso in vari colori e quando si accende l'artifizio si ha effetto luminoso e scoppiettante continuo che dura fino a dieci secondi. A seconda della confezione possiamo trovare sei o dieci mitraglie.